# Emys orbicularis

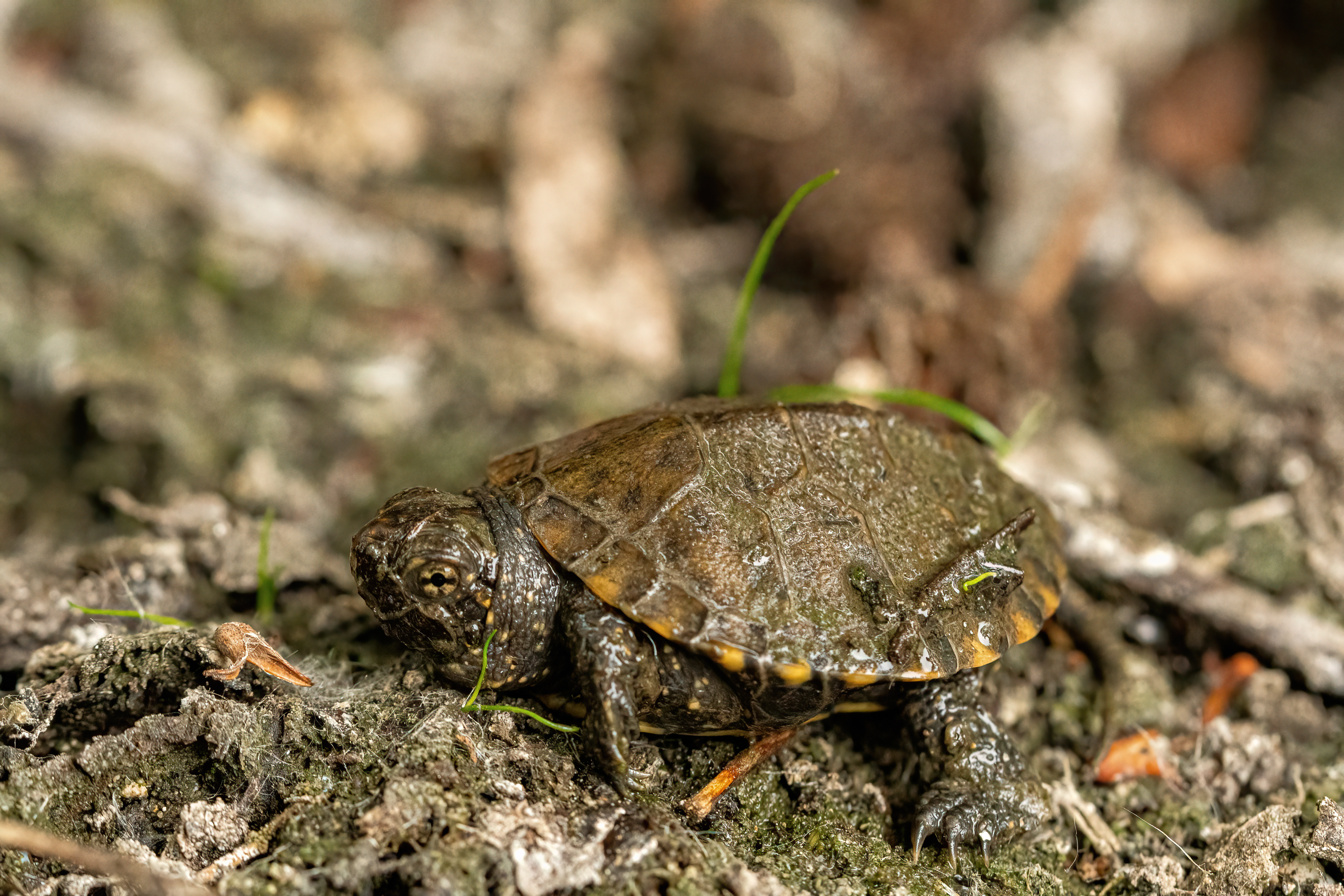
Emys orbicularis primo piano di un esemplare giovane

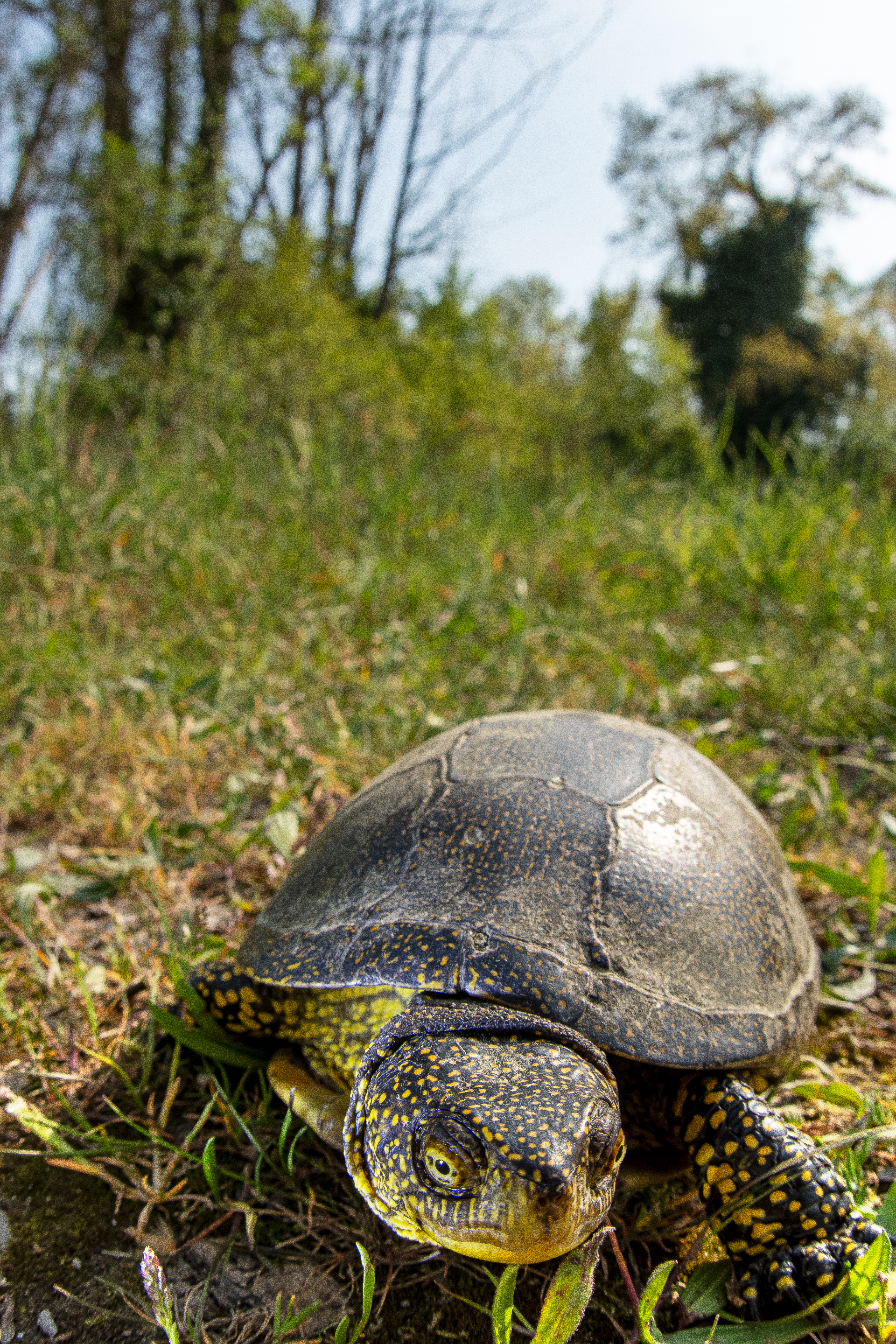
Testuggine palustre europea (Eyms orbicularis) a ridosso di uno stagno

La testuggine palustre europea (Emys orbicularis (Linnaeus, 1758)), è una specie di testuggine palustre appartenente alla famiglia Emydidae. La specie è endemica del Paleartico occidentale.

## Descrizione
Le femmine sono sempre più grandi dei maschi. I maschi raggiungono una lunghezza di 15–18 cm mentre le femmine 20–22 cm. Il piastrone (scudo ventrale) è composto da 12 elementi, ha un colore giallo sabbia uniforme con scarse venature più scure.
Lo scudo dorsale (carapace) è collegato con il piastrone attraverso legamenti cartilaginei che favoriscono la mobilità di entrambe le parti, è ricoperto da 5 placche vertebrali, 8 costali e 25 marginali delle quali 1 nucale e 2 caudali. Il carapace è appiattito e ovale, il colore di fondo è molto variabile, va dal marrone oliva al verde scuro, fino al nero.
Negli esemplari giovani sul carapace è presente una carena centrale che poi scompare completamente con la crescita. Il colore della pelle, della testa e degli arti va anch'esso dal giallo al verde scuro; anche sulla pelle sono presenti punteggiature gialle. Le dita sono provviste di unghie e collegate tramite una membrana interdigitale. La specie è caratterizzata da una coda piuttosto lunga in entrambi i sessi provvista di un'unghia terminale. La coda, infatti, negli esemplari adulti, misura circa la metà della lunghezza complessiva dell'animale. Le principali differenze tra le varie sottospecie di E. orbicularis riguardano le dimensioni, la forma e la colorazione del carapace.
In Italia, gli esemplari di dimensioni maggiori provengono dalla Pianura Padana (hanno un colore verde scuro e il carapace bombato), le popolazioni meridionali, invece, hanno di solito dimensioni più piccole, un colore più chiaro e il carapace più piatto.

### Dimorfismo sessuale
La specie mostra segni di dimorfismo sessuale. I maschi hanno dimensioni minori delle femmine e la loro coda è leggermente più lunga di quella delle femmine. I maschi hanno una coda più grossa di quella delle femmine, soprattutto nella parte iniziale, ed hanno l'apertura anale in posizione più arretrata. Nei maschi il piastrone è concavo, nelle femmine, invece, è piatto.
Lo scudo dorsale nelle femmine è generalmente più alto di quello dei maschi e di forma più tondeggiante, mentre nei maschi è più stretto davanti e più largo nella parte posteriore. La pelle nelle femmine ha un colore più accentuato rispetto ai maschi; la testa, in particolare, è più picchiettata in giallo e la mascella è spesso completamente gialla mentre nei maschi la mascella è nera e la testa spesso priva di punteggiatura gialla.
Le femmine di solito hanno gli occhi gialli, i maschi, invece, li hanno rossi, arancione, gialli, e a volte anche bianchi. Mentre in alcune specie acquatiche, come ad esempio la tartaruga dalle orecchie rosse (Trachemys scripta elegans), le unghie delle zampe anteriori dei maschi sono più lunghe di quelle delle femmine, nella tartaruga palustre europea questa differenza non è presente, anche se nei maschi le unghie sono più ricurve rispetto alle femmine. Le differenze tra i due sessi sono distinguibili ad almeno 5 anni di età.

## Biologia

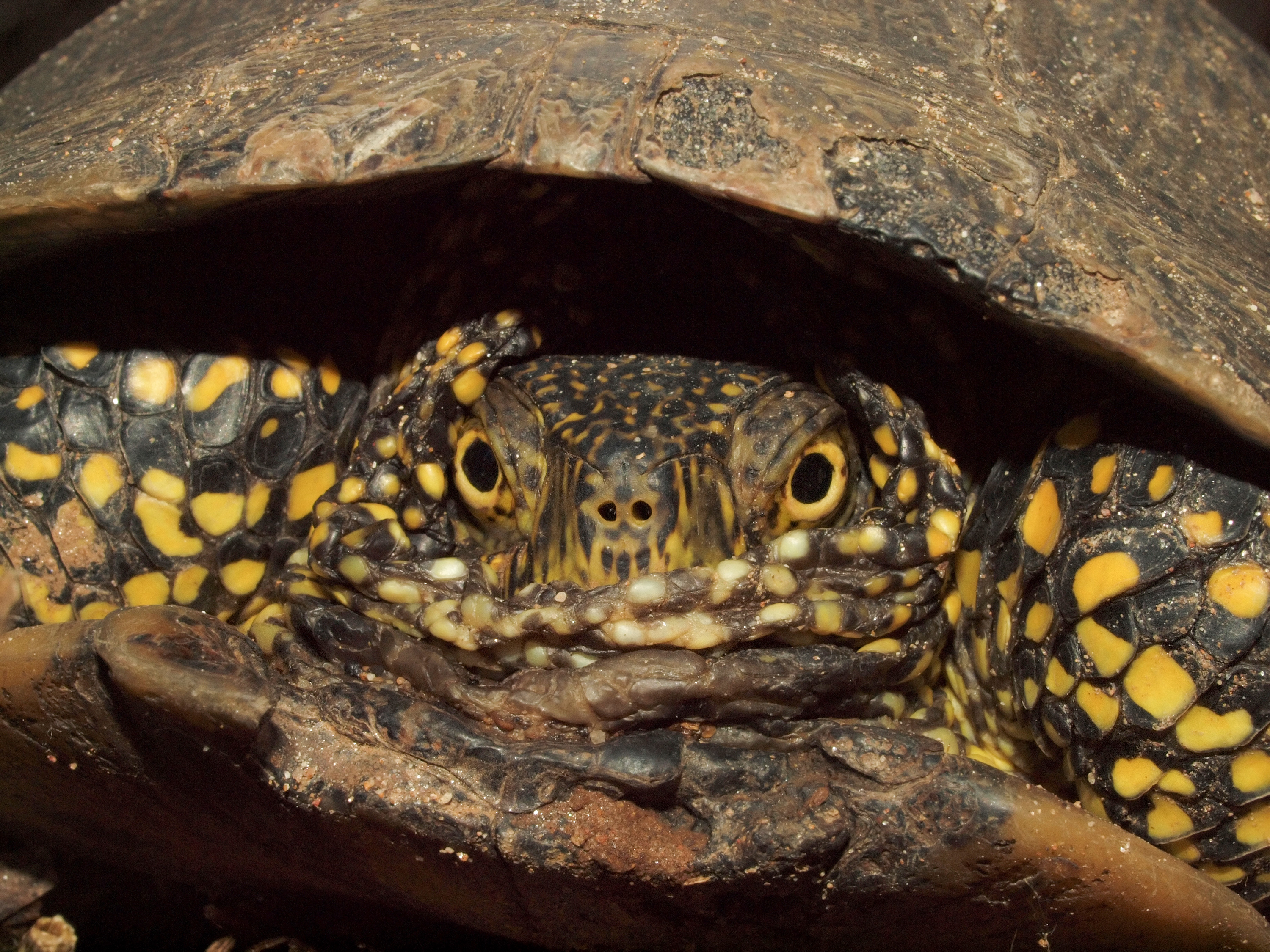
Primo piano

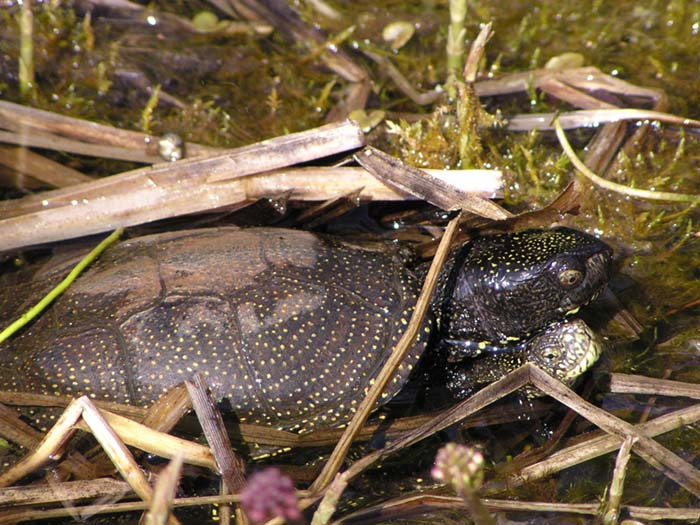
E. orbicularis
durante l'accoppiamento

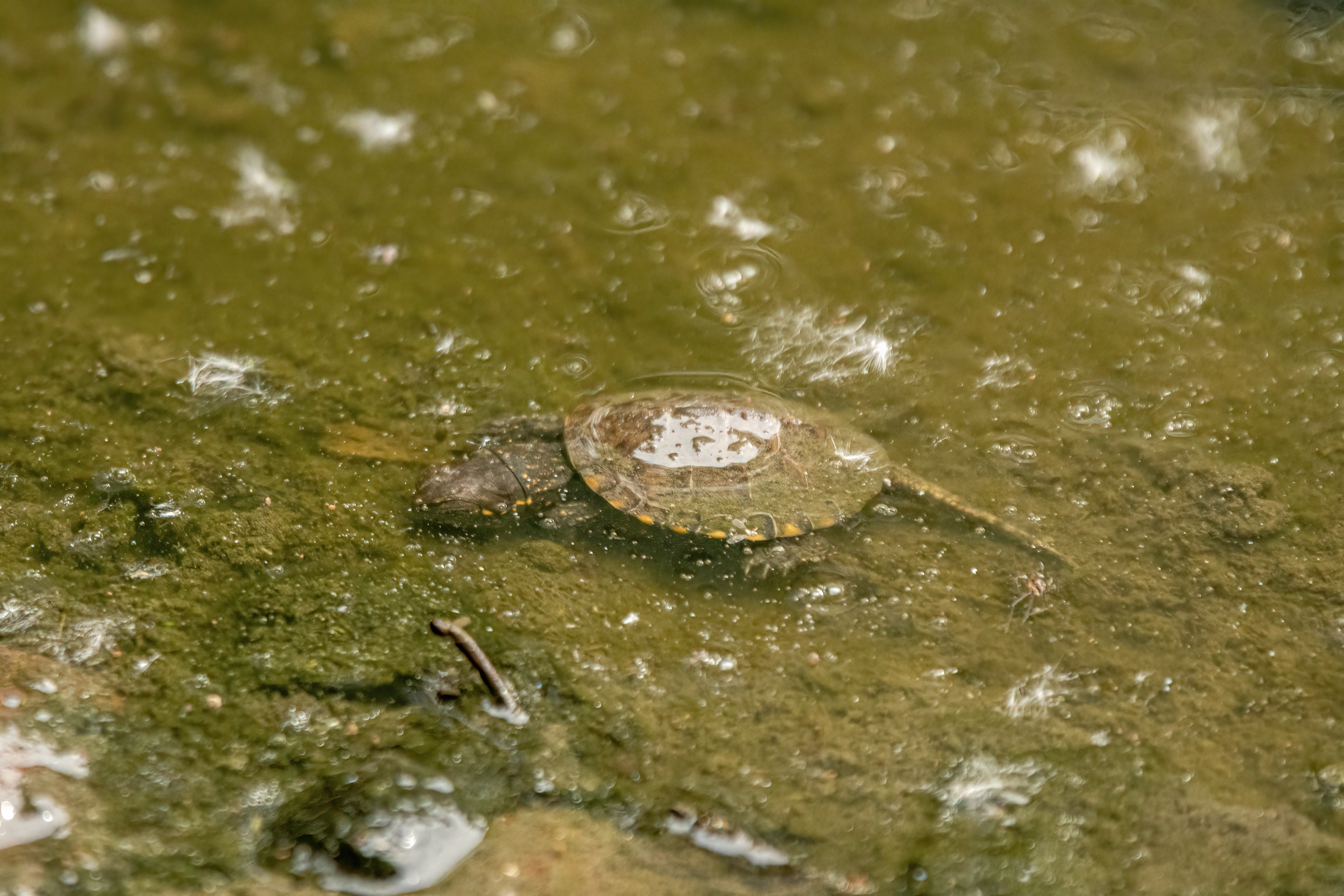
Emys orbicularis esemplare giovane durante le sue naturali attività

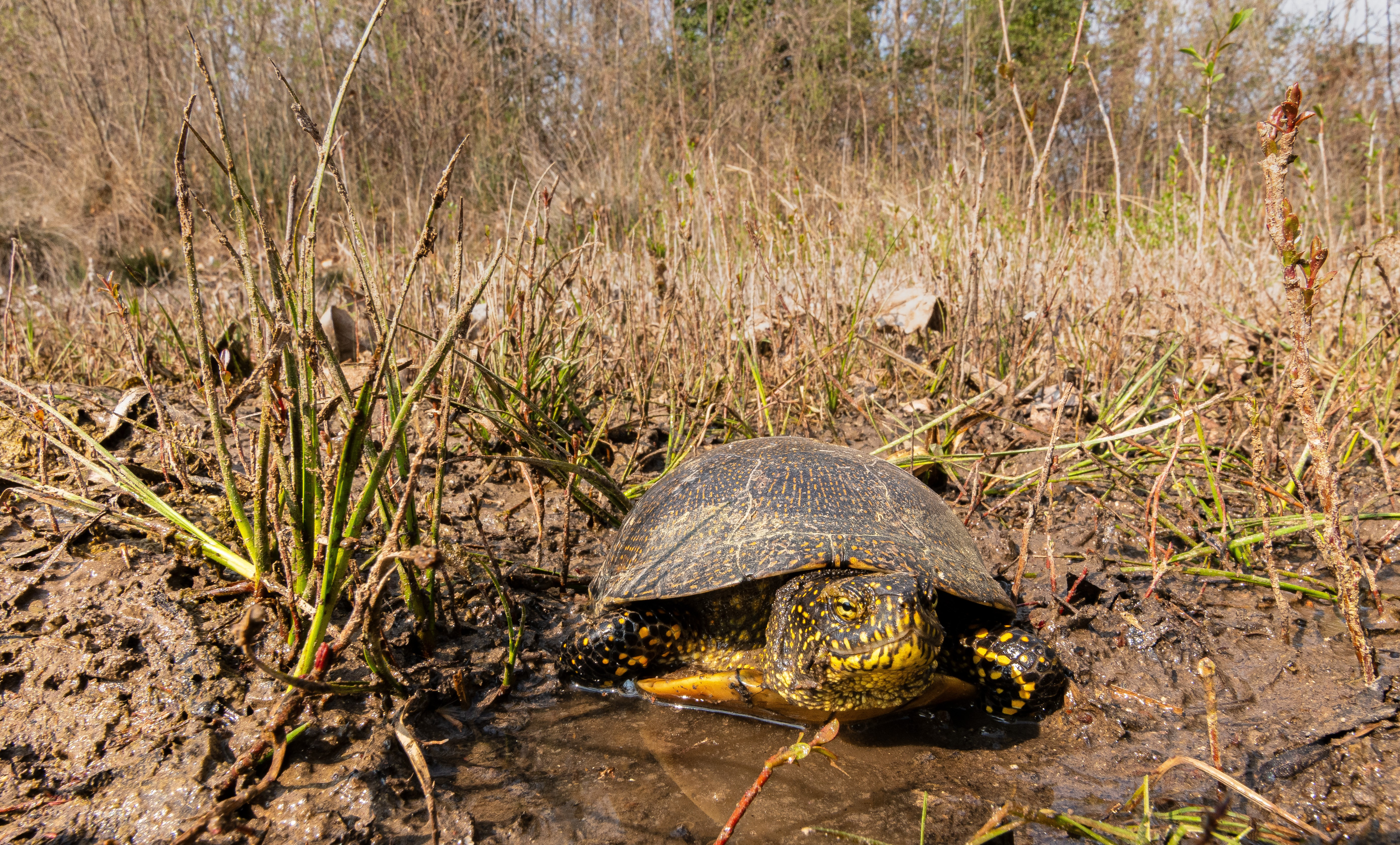
Emys orbicularis esemplare adulto nel suo tipico habitat

Da ottobre a marzo l'E. orbicularis sverna principalmente in acqua, preferibilmente nel fango, in uno stato di ibernazione pressoché totale in cui l'animale respira assimilando l'ossigeno attraverso l'epidermide e la cloaca. In alcuni casi, invece che in acqua, l'E. orbicularis scava la tana nel terreno o tra le radici della vegetazione, oppure si rifugia tra le rocce, ma sempre in prossimità dell'acqua. Il periodo di ibernazione termina quando la temperatura dell'acqua raggiunge almeno i 10 °C.
Nei paesi africani le Emys sono attive tutto l'anno. Qualora il caldo intenso dell'estate prosciughi lo specchio d'acqua in cui vivono, sospendono la loro attività e cercano riparo nelle tane aspettando le piogge. Le Emys non sono buone nuotatrici rispetto ad altre specie di tartarughe acquatiche, tuttavia sono legate all'ambiente acquatico nel quale trascorrono gran parte del loro ciclo vitale.
Sono animali piuttosto timidi tanto da rifugiarsi in acqua al primo segnale di disturbo. Sono tartarughe stanziali ed abitudinarie sia per quanto riguarda il territorio di ricerca del cibo che per le zone in cui si riscaldano al sole (termoregolazione); continuano ad utilizzare le tane e i nidi anche negli anni successivi. L'E. orbicularis si può spostare lontano dall'acqua fino a qualche chilometro nel periodo riproduttivo, in cui i maschi vanno alla ricerca di femmine o le femmine cercano un luogo adatto alla deposizione delle uova. Gli esemplari adulti non hanno predatori naturali, ma i piccoli fino ad un paio di anni di età possono essere preda di pesci predatori o di uccelli acquatici. In genere le Emys convivono pacificamente in colonie ma durante il periodo degli amori si possono avere degli scontri tra i maschi, in ogni caso non cruenti.
La normale durata di vita di E. orbicularis è di 40-60 anni. Può vivere anche oltre i 100 anni, ma una tale longevità è rara.

### Dieta
La testuggine palustre europea è una specie onnivora nutrendosi sia materiale vegetale che animale, aumentando l'efficienza del suo processo digestivo. È stato riportato che la dieta degli esemplari adulti parte da una dieta prevalentemente carnivora, progredendo verso una dieta più erbivora man mano che invecchia e cresce in dimensioni. Questo cambiamento nella loro dieta è simile ad altre tartarughe emydi onnivore. Man mano che l'animale cresce e invecchia, la quantità di materiale vegetale consumato aumenta durante il periodo successivo alla riproduzione. La specie sembra preferire cibi meno energetici dopo la stagione riproduttiva, periodo in cui viene spesa la maggior parte delle sue energie per riprendersi dalla riproduzione.

### Riproduzione
L'attività riproduttiva comincia all'inizio della primavera, spesso già in febbraio o in marzo, con l'innalzarsi delle temperature, dopo il letargo invernale. Nel periodo degli amori i maschi diventano molto aggressivi. Sebbene il rapporto numerico tra maschi e femmine sia alquanto variabile e muti secondo la zona geografica, pare che ciascun maschio riesca ad avere un piccolo harem con 2-3 femmine. L'accoppiamento avviene il più delle volte in acqua profonda almeno una trentina di centimetri ed è generalmente incruento. Il maschio guida la femmina nell'acqua e le si aggrappa fermamente con le unghie delle zampe ai bordi del carapace, con colpetti del muso sulla testa e sul collo della femmina la costringe a ritirare la testa il che la porta ad alzare e a estroflettere ancora di più la coda dal guscio; in questa maniera e bloccando la coda della femmina con la propria, il maschio introduce il pene. Durante l'accoppiamento, che può continuare per un'ora o più, il maschio si lascia trasportare dalla femmina aggrappato al suo carapace.

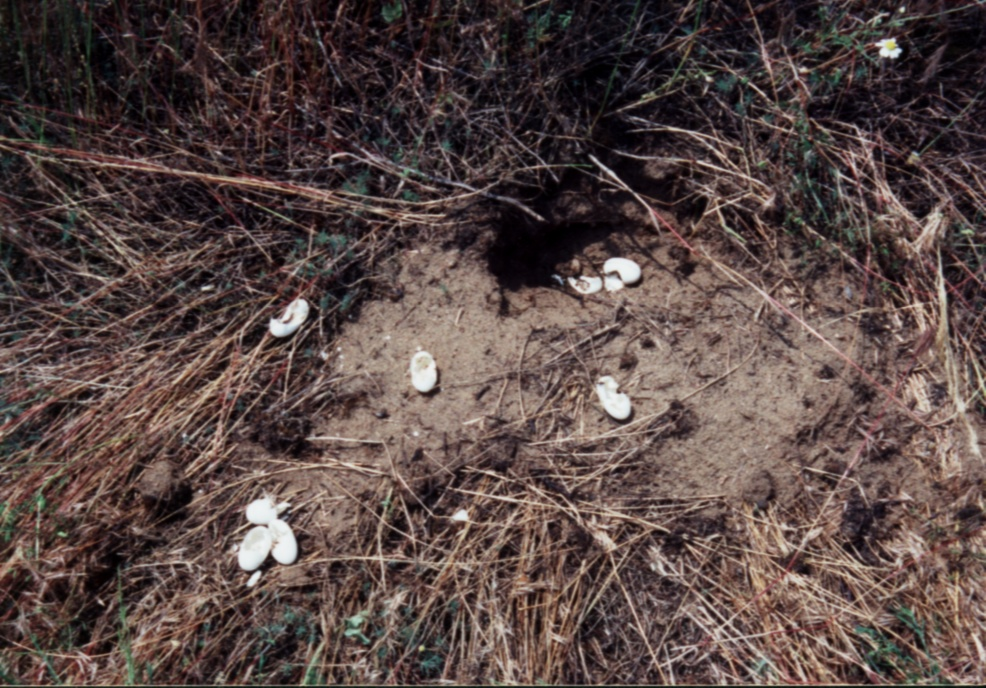
E. orbicularis: nido con gusci di uova

In generale la deposizione delle uova avviene intorno agli inizi del mese di giugno (variabile a seconda delle località), dopo circa 30-45 giorni dall'accoppiamento. Per trovare un posto adatto alla deposizione la femmina può percorrere anche lunghe distanze, fino a 4 km. I nidi, comunque, vengono di solito collocati da pochi metri (2-20), fino a poche centinaia di metri (200-500) dallo specchio d'acqua in cui vive. Spesso le femmine tornano ogni anno nello stesso posto. I luoghi preferiti per la deposizione sono di solito asciutti, esposti al calore dei raggi solari, con terra sabbiosa e soffice e vegetazione rada, in prossimità delle rive, tra le radici della vegetazione riparia. Lo scavo del nido e la deposizione delle uova avvengono di solito nel tardo pomeriggio, di sera o nelle prime ore del mattino. Per prima cosa la femmina, scelto un luogo in prossimità della riva, tramite l'utilizzo delle zampe posteriori, scava una buca profonda circa 10 cm; se il terreno è duro lo bagna con acqua raccolta in due sacche lombari che sfociano nella cloaca. Nelle regioni a clima mediterraneo (es.: Mediterraneo, Mar Nero), le femmine possono effettuare fino a 3 deposizioni nel periodo che va dalla metà-fine di maggio alla fine di luglio. Vengono deposte dalle 9 alle 15 uova (es.: Germania, Ucraina) a 3-8 (Italia), a seconda della taglia della femmina, anche se sono state rinvenute deposizioni con più di 20 uova.Le uova sono tondeggianti, bianche, dal guscio calcareo, sottile e lievemente elastico; sono lunghe 30–39 mm e larghe 18–22 mm e pesano 6-10g. Dopo la deposizione il nido viene coperto con il terreno che si indurisce chiudendo il foro d'entrata.

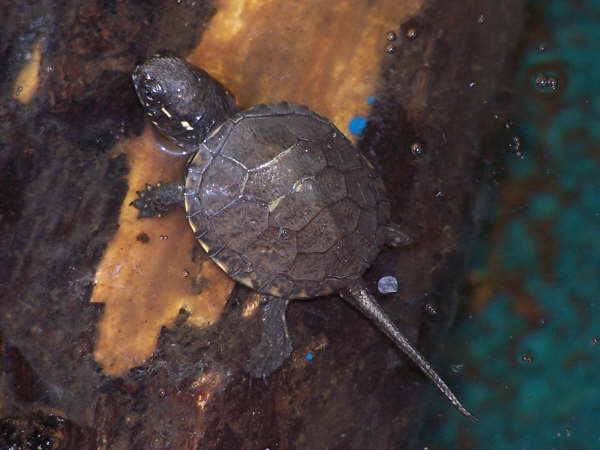
Piccolo di E. orbicularis

Dopo circa 60-85 giorni in Italia e fino anche oltre 120 giorni (in Europa settentrionale) nascono i piccoli, dotati di un "dente dell'uovo" che utilizzano per rompere il guscio e che scomparirà una volta assolta la funzione. Qualora il clima non fosse sufficientemente caldo, soprattutto nelle regioni europee settentrionali o in caso di deposizione tardiva delle uova, i piccoli potranno uscire dall'uovo la primavera successiva a quella della deposizione. I neonati sono lunghi 30–35 mm e pesano 4-6 :g, hanno il carapace tondeggiante, molle, carenato, di colore nerastro punteggiato di giallo e una coda molto lunga rispetto alle dimensioni del corpo. La Emys ha un accrescimento piuttosto lento, specialmente nelle regioni settentrionali. A due anni i piccoli raggiungono le dimensioni di 5–6 cm con un peso di 14-22 g; a 4 anni raggiungono 6–7 cm di lunghezza con un peso di 30-33 g; a 6 anni il carapace misura 7–8 cm e il peso è di 90 g. I maschi raggiungono la maturità sessuale tra i 6 e gli 8 anni (carapace lungo 8–10 cm), mentre le femmine solo a 15 anni (oltre i 10 cm). La Emys, come tutte le tartarughe, è una specie longeva; in natura può vivere fino a 40 anni, in cattività può vivere oltre i 60 anni. Rollinat R. (1934) ha riferito che questa specie può superare i 120 anni. Le femmine sono in grado di deporre uova fertili anche dopo due anni dopo l'accoppiamento. Come in molte specie di rettili, il sesso dei neonati dipende dalla temperatura di incubazione. Con temperature costanti tra i 23 °C e i 27 °C nascono esclusivamente maschi, con temperature tra 29,5 °C e 33 °C nascono esclusivamente femmine, a temperature comprese tra questi due intervalli di temperatura nascono individui di entrambi i sessi.

### Parassiti
E. orbicularis ospita diverse specie di parassiti, tra cui Haemogregarina stepanovi, monogenei del genere Polystomoides, trematodi vascolari del genere Spirhapalum e molte specie di nematodi.

## Distribuzione e habitat

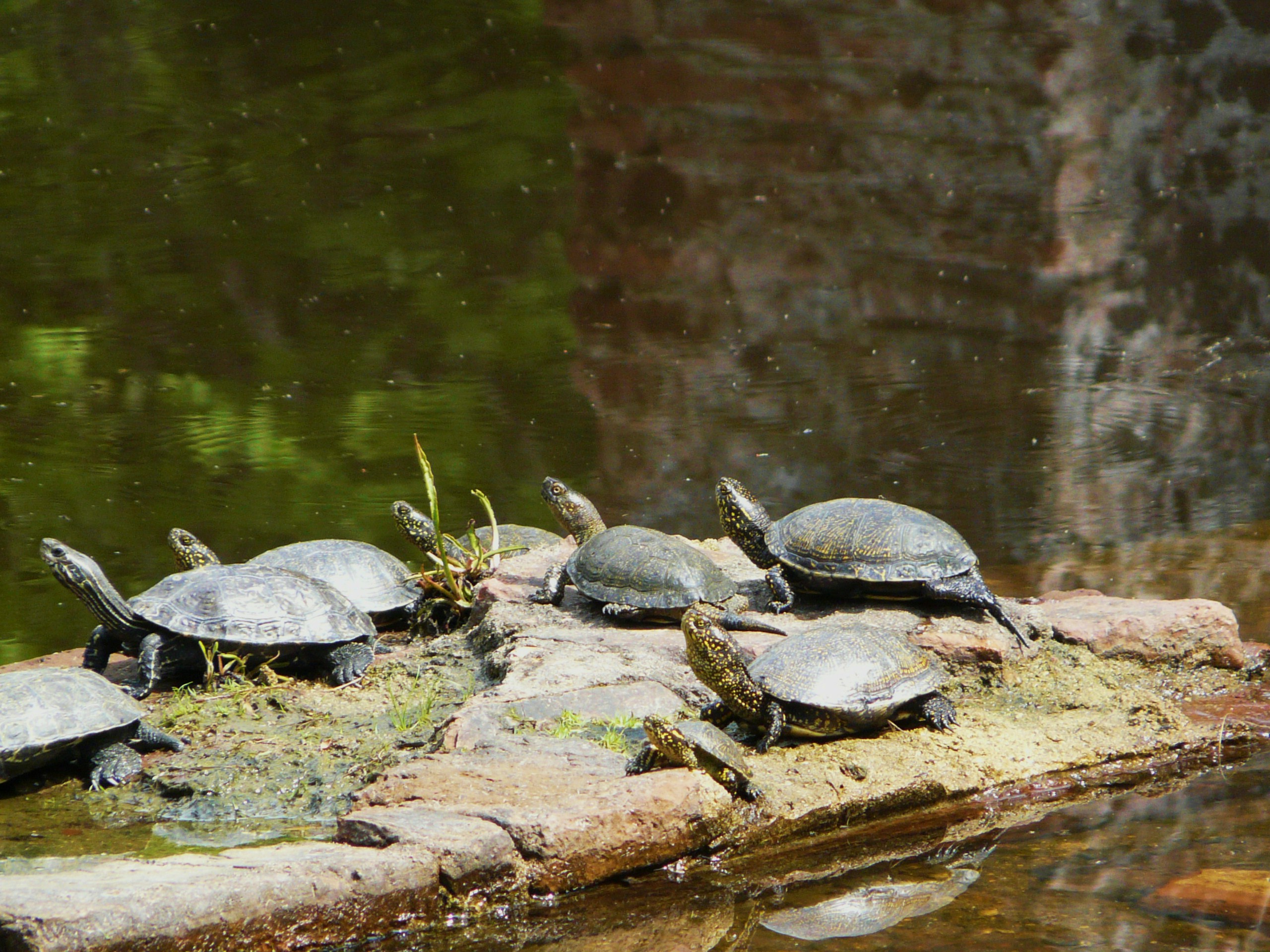
Un gruppo di testuggini palustre europee nei resti delle terme romane di Butrinto, Albania

Emys orbicularis è presente in quasi tutto il continente europeo (dalla penisola balcanica all'Anatolia, dal Nord Africa alla penisola iberica, in Francia, Italia, Ungheria, Polonia, Lituania) con l'eccezione delle zone poste più a Nord. Nella penisola iberica e nei Balcani convive con la Mauremys caspica, l'unica altra tartaruga acquatica endemica presente nel continente europeo. In Francia, sono rimaste sei grandi popolazioni, tutte in deterioramento rendendolo il rettile più in via di estinzione del paese. In Svizzera, la tartaruga palustre europea si è estinta all'inizio del XX secolo ed è stata reintrodotta dal 2010. Nel primo periodo postglaciale, la testuggine palustre europea aveva una distribuzione molto più ampia, trovandosi fino all'estremo nord, come la Svezia meridionale e il Regno Unito, dove è stata proposta la sua reintroduzione dal Celtic Reptile & Anphibian.
In Italia ha una distribuzione disomogenea e frammentata, tipica caratteristica di una specie minacciata. Ha, infatti, una discreta presenza nella pianura Padana e nelle zone palustri della Maremma toscana, in Lazio, in Campania e Calabria, mentre è quasi estinta in Liguria, Piemonte e Friuli-Venezia Giulia e del tutto assente in Valle d'Aosta e nelle zone montane dell'arco alpino e della dorsale appenninica.

All'interno della Riserva naturale controllata Lago di Serranella, in località Sant'Eusanio del Sangro in Provincia di Chieti è stato realizzato un centro di recupero, dove si stanno riproducendo esemplari autoctoni, ed altri domestici. Mentre in passato veniva cacciata dall'uomo per scopi alimentari, oggi è principalmente minacciata dal progressivo scomparire del suo habitat naturale dovuto al prosciugamento delle zone umide e alla regimazione dei corsi d'acqua. Risente, come tutto l'ecosistema acquatico, del progressivo inquinamento delle acque, in particolare dell'immissione negli ambienti acquatici di sostanze tossiche quali gli insetticidi ed i diserbanti o altri principi attivi ad azione biocida. Altre rilevanti minacce sono costituite dalla soppressione della vegetazione riparia effettuata con mezzi meccanici che ferisce gli esemplari adulti e ne distrugge i nidi e dall'abbandono di esemplari di Trachemys scripta da parte di allevatori incompetenti.
Prove fossili mostrano che E. orbicularis e Testudo hermanni erano entrambi presenti in Sardegna durante il Pleistocene, ma prove molecolari suggeriscono che le popolazioni esistenti di entrambe le specie sull'isola siano state introdotte in tempi recenti.
E. orbicularis preferisce acque tranquille, con fondale fangoso. La si trova in stagni, fossati, paludi, fiumi e canali, in zone ricche di vegetazione acquatica e dove la corrente dell'acqua è più lenta. Vive anche nelle acque salmastre come ad esempio le foci dei fiumi e le lagune costiere. È possibile trovarla anche in ambienti artificiali quali canali di irrigazione, laghetti nei parchi cittadini e in ogni habitat favorevole. Può essere trovato anche in ambienti montani. Lo spazio vitale individuale varia dai 600 ai 1600 m2; rispetto alle femmine i maschi hanno esigenze di spazio minori. Nonostante si una specie principalmente acquatica, la specie è stata osservata anche ad 1 km dall'acqua, e occasionalmente può essere avvistata anche a 4 km dall'acqua.

## Tassonomia
In atto sono riconosciute 14 sottospecie:
- Emys orbicularis capolongoi Fritz, 1995 – testuggine palustre sarda
- Emys orbicularis colchica Fritz, 1994 – testuggine palustre di Colchis
- Emys orbicularis eiselti Fritz, Baran, Budak & Amthauer, 1998 – testuggine palustre turca (o di Eiselt)
- Emys orbicularis fritzjuergenobstii Fritz, 1993 – testuggine palustre di Obst
- Emys orbicularis galloitalica Fritz, 1995 – testuggine palustre francoitaliana
- Emys orbicularis hellenica (Valenciennes, 1832) – testuggine palustre ellenica
- Emys orbicularis hispanica Fritz, Keller & Budde, 1996 – testuggine palustre ispanica
- Emys orbicularis iberica Eichwald, 1831 – testuggine palustre di Kura Valley
- Emys orbicularis ingauna Jesu, Piombo, Salvidio, Lamagni, Ortale & Genta, 2004 – testuggine palustre ligure
- Emys orbicularis lanzai Fritz, 1995 – testuggine palustre corsa
- Emys orbicularis luteofusca (Fritz, 1989) – testuggine palustre della Turchia centrale
- Emys orbicularis occidentalis Fritz, 1993 – testuggine palustre occidentale (o iberica, o magrebina)
- Emys orbicularis orbicularis (Linnaeus, 1758) – testuggine palustre europea comune
- Emys orbicularis orientalis Fritz, 1994 – testuggine palustre di Suedkaspi (= E. o. persica)

Studi basati su dati morfologici e molecolari hanno evidenziato che le popolazioni siciliane in passato attribuite a E. orbicularis galloitalica costituiscono una specie a sé stante: Emys trinacris Fritz et al., 2005.

### Sinonimi e binomi obsoleti
- Cistudo hellenica Valenciennes, 1832
- Emys iberica Valenciennes, 1832
- Emys antiquorum Valenciennes, 1833
- Emys hofmanni Fitzinger, 1836
- Emys orbicularis Blanford, 1876
- Emys europaea Leidy, 1888
- Emys lutaria taurica Mehnert, 1890
- Emys tigris Salvator, 1897
- Emys europaea var. sparsa Dürigen, 1897
- Emys europaea var. maculosaDürigen, 1897
- Emys europaea var. concolor Dürigen, 1897
- Emys europaea var. punctata Dürigen, 1897
- Emys orbicularis aralensis Nikolskii, 1915
- Emys orbicularis fritzjuergenobsti Fritz, 1993
- Emys orbicularis Engelmann et al., 1993
- Testudo orbicularis Linnaeus, 1758
- Testudo lutaria Linnaeus, 1758
- Testudo europaea Schneider, 1783
- Testudo punctata Gottwald, 1792
- Testudo pulchella Schoepff
- Testudo rotunda Merrem, 1820
- Testudo lutraria Gray, 1831

## Conservazione
Emys orbicularis è considerata tra i rettili europei più interessanti il cui habitat deve essere necessariamente protetto e per questo è inclusa nell'Allegato II della direttiva Habitat 92/43/CEE. Essendo un animale molto sensibile al deterioramento del proprio habitat, può essere considerata una "specie indicatrice" della qualità di questo. È anche inclusa nell'Allegato II della Convenzione di Berna che ne vieta la detenzione e la vendita.
Storicamente, E. orbicularis era tenuto come animale domestico; tuttavia, questa pratica è stata limitata a causa delle leggi per la sua protezione. È vietata la proprietà di esemplari catturati in natura. Solo gli esemplari registrati e allevati in cattività possono essere venduti. A causa dell'impatto antropico, è stato riscontrato che la tartaruga palustre europea è stata ricollocata in aree lontane dal suo areale originale. Tuttavia, è possibile localizzare e indicare una regione di origine tramite test genetici.

### Minacce
Sebbene la specie E. orbicularis sia ampiamente distribuita in tutta Europa, le popolazioni locali sono diventate sempre più rare, avvicinandosi sempre di più ad estinzioni locali. Il clima ha un grande effetto sulla sopravvivenza dei piccoli della specie. I piccoli sono in grado di sopravvivere solo in condizioni meteorologiche favorevoli, ma a causa delle regolari dimensioni annuali delle covate e della lunga durata della vita, gli adulti, insieme a molte altre specie di tartarughe d'acqua dolce, bilanciano la perdita dei piccoli a causa del clima.
La costruzione di strade attraverso gli habitat naturali di questi animali è un possibile fattore che minaccia le popolazioni, creando delle barriere che dividono intere popolazioni e riducendo la dispersione degli individui, frammentando il loro habitat naturale e limitando i movimenti degli animali. La mortalità di queste specie sulle strade è molto probabilmente dovuta alle femmine, che selezionano i cigli delle strade per deporre le loro uova, il che rappresenta un potenziale pericolo anche per i piccoli. I piccoli che vagano troppo vicino alle strade hanno maggiori probabilità di essere investiti, mettendo in pericolo le popolazioni future. Sebbene la possibilità che le strade siano una delle principali cause della mortalità di E. orbicularis è un fenomeno raro, è necessario un monitoraggio a lungo termine.
Anche l'introduzione di specie esotiche nell'habitat della tartaruga palustre europea, come la tartaruga dalle orecchie gialle (Trachemys scripta scripta) e la tartaruga dalle orecchie rosse (T. s. elegans) specie ampiamente diffuse nel commercio degli animali domestici, presenta una grave minaccia per le specie autoctone del genere Emys, specialmente in molte parti della Spagna (e forse in altre parti dell'Europa meridionale). Queste tartarughe americane sono più grandi e voraci delle specie europee, soppiantandole negli ambienti palustri.